# Raúl Giménez
Raúl Giménez (Carlos Pellegrini, Provincia de Santa Fe, 14 de septiembre de 1950) es un tenor lírico argentino de importante trayectoria en teatros europeos e internacionales, notable estilista especializado en el repertorio belcantista y mozartiano. Debutó en el Teatro Colón como Cefalo en Celos aun del aire matan de Juan Hidalgo y Ernesto en Don Pasquale de Donizetti en 1980. 
En el Colón ha cantado en Doña Francisquita, Cosí fan tutte, Gianni Schicchi, La Cenerentola, Falstaff, Don Giovanni, El barbero de Sevilla, L'elisir d'amore, Idomeneo de Mozart y Turandot (Altoum).
Desde 1984 se presenta en los más prestigiosos teatros de ópera del mundo, tales como La Scala de Milán, Royal Opera House Covent Garden de Londres, La Fenice de Venecia, Opera Bastilla de París, Teatro del Maggio Fiorentino de Florencia, Deutsche Oper Berlin, el Teatro Colón de Buenos Aires, Teatro Real de Madrid, Tokio, Gran Teatro del Liceo de Barcelona, entre otros. 
Destacado por la crítica internacional y reconocido por el público como especialista en el repertorio del "bel canto". 
Posee una amplia e importante carrera discográfica con destacados sellos y directores de orquesta habiendo colaborado con figuras como Jennifer Larmore, Cecilia Bartoli, Cheryl Studer, Lucia Valentini Terrani, Jane Eaglen, Samuel Ramey, Margarita Zimmermann, y otras. 
En 1999 y 2009 le fue otorgado el Premio Konex al cantante masculino.

## Principales grabaciones
- Bellini, La Sonnambula, Alberto Zedda.
- Mayr, Medea in Corinto, Parry.
- Rossini, El barbero de Sevilla, López Cobos.
- Rossini, La Cenerentola, Campanella, DVD
- Rossini, La Cenerentola, Rizzi.
- Rossini, "L`inganno felice" , Minkowski ( Erato)
- Rossini, L'italiana in Algeri, López Cobos.
- Rossini, Il viaggio a Reims, Claudio Abbado.
- Rossini, Tancredi, Riccardo Frizza, Florencia DVD.
- Rossini, La Pietra del Paragone.
- Canciones Argentinas, Nina Walker.